# Walther Asal
Walther Asal, nemški general in vojaški zdravnik, * 14. junij 1891, Bruchsal, † 21. april 1987, Birkenfeld.